# Jeannette Nolen
Jeannette Ulrica Smit-Nolen, mais conhecido apenas como Jeannette Nolen (Alblasserdam, Holanda, 10 de Agosto de 1930 - São Pedro do Estoril, 6 de Janeiro de 2016), foi uma arqueóloga holandesa.

## Biografia

### Nascimento
Jeannette Ulrica Smit-Nolen nasceu em 10 de Agosto de 1930 em Alblasserdam, na Holanda.

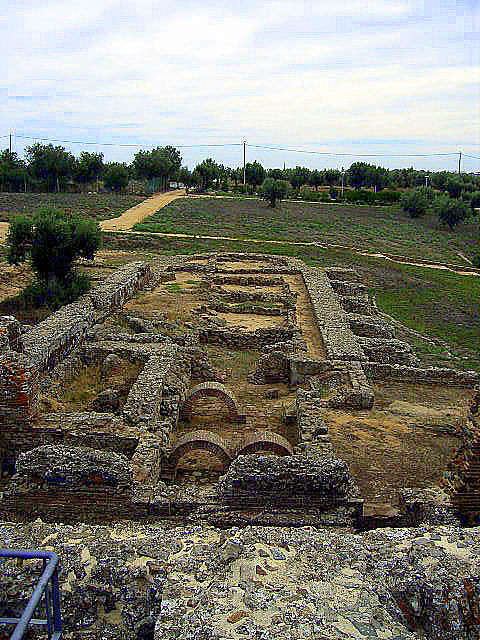
Ruínas romanas de São Cucufate.

### Carreira profissional
Cerca dos princípios da década de 1970, Jeannette Nolen fazia parte da American School of Classical Studies at Athens, serviço com o qual o seu esposo, William Nolen, não concordava, devido à grande distância em relação à sua residência. Desta forma, o casal veio a Portugal para visitar as ruínas da cidade romana de Conímbriga, e verificar se Jeannette podia encontrar emprego no país, ficando desta forma mais perto da Holanda. Em Conímbriga, conheceu o casal Alarcão, que a lançou na arqueologia portuguesa, tendo um dos seus primeiros trabalhos sido na escavação da Necrópole de Santo André, em Montargil, com João Viegas e Maria Luísa Ferrer Dias. Depois trabalhou em Conímbriga com Maria Dias, na restauração e análise dos materiais, e em seguida nos sítios arqueológicos da Vila romana de São Cucufate e do Monte da Cegonha, na Vidigueira. Também colaborou no estudo dos materiais em Vila Viçosa, como parte da preparação para a reorganização do museu. Trabalhou várias vezes com Abel Viana.
Em 1990, esteve com Catarina Viegas numa escavação arqueológica no Vale da Arrancada, a pedido da Comissão Instaladora do Museu de Portimão. Em 2012, já nos finais da sua carreira profissional, analisou os instrumentos de vidro encontrados em Tongóbriga, em Marco de Canavezes, a convite de Lino Augusto Tavares Dias.
Jeannette Nolen criou uma ligação duradoura no Algarve, onde o casal passava habitualmente as férias, tendo sido uma das fundadoras da Associação Arqueológica do Algarve, no Centro Cultural de São Lourenço, em Almancil, que tinha como fim divulgar e estudar os sítios arqueológicos da região. Colaborou activamente na associação, tendo por várias vezes conseguido angariar fundos para várias actividades, como obras de emergência, organização de conferências e atribuição de bolsas. Também trabalhou como arqueóloga no Algarve, tendo estudado a fundo os vestígios da antiga cidade romana de Balsa no Museu  Nacional  de  Arqueologia, na Década de 1990. Foi fundadora e colaboradora do Grupo de Amigos daquele museu, tendo organizado várias viagens e visitas de estudo. Também foi uma das sócias fundadoras da Associação Cultural de Cascais, na qual estudou as cerâmicas encontradas nas sondagens do Alto do Cidreira.
O casal viveu na Casa da Malveira, na Serra de Sintra, desenhada pelo arquitecto José Ferraz. Eram apoiantes da Associação de Defesa do Património de Mértola, que estava envolvida no desenvolvimento cultural e social de Moçambique e Cabo Verde, através da construção de escolas e maternidades, entre outras obras. Em 2008, Jeannette Nolen viajou até Moçambique com Jorge Revez, da ADPM, onde se encontrou com Jorge Ferraz, e planeou uma visita a Cabo Verde, que não se concretizou devido a problemas de saúde.

### Falecimento
Jeannette Nolen faleceu no dia 6 de Janeiro de 2016, na casa de repouso The British Retirement Home, em São Pedro do Estoril. Após o seu falecimento, o casal doou a sua propriedade à Associação de Defesa do Património de Mértola.

## Obras
- A grave group from Monte dos Irmãos (Montargil) (1981)
- A necrópole de Santo André (1981) (em cooperação com João Rosa Viegas e Luísa Ferrer Dias)
- A villa romana do Alto do Cidreira em Cascais (Boletim cultural do município de Cascais, 1982) (em cooperação com José de Encarnação e Guilherme Cardoso)
- Cerâmica  comum  de  necrópoles  do  Alto  Alentejo (1985)
- Vidros de S. Cucufate (1988)
- A  villa  romana  do  Alto  do  Cidreira  (Alcabideche  -  Cascais):  Os  materiais (1988)
- A villa romana do Alto do Cidreira (Alcabideche - Cascais): os materiais. (1990)
- Cerâmicas e Vidros de Torre de Ares: Balsa (1994)
- Acerca da cronologia da cerâmica comum das necrópoles do Alto Alentejo: Novos elementos (O Arqueólogo Português, 1995-1997)
- Um grafito sobre a mulher de Úrbico (1997) (em cooperação com José de Encarnação)
- Um grafito romano de Torre de Palma (1997) (em cooperação com José de Encarnação)
- Grafito num púcaro de Torre de Palma (1997) (em cooperação com José de Encarnação)
- Prato  com  grafito  da  Tapada  das Eirozes (Marco de Canaveses) (1997) (em cooperação com José de Encarnação)
- Um  grafito  romano  da  Tapada  das Eirozes (Marco de Canaveses) (1997) (em cooperação com José de Encarnação)
- 220 – Urna cinerária; 221 – Urna cinerária; 222 – Taça (As Religiões da Lusitânia, 2002)
- Roteiro do Museu de Arqueologia do Castelo de Vila Viçosa (2004)
- A presença romana em Cascais: um território da Lusitânia ocidental (1997) (em cooperação com José de Encarnação et al)
- O museu de arqueologia de vila viçosa (2008-2009)